# ملک‌آباد (اسکل‌آباد)
ملک‌آباد روستایی در دهستان اسکل‌آباد بخش نوک آباد شهرستان تفتان استان سیستان و بلوچستان ایران است.

## جمعیت
بر پایه سرشماری عمومی نفوس و مسکن در سال ۱۳۹۵ جمعیت این مکان ۱۲ نفر (۴خانوار) بوده‌است.